# Rupsha
Rupsha (en bengali : রূপসা) est une upazila du Bangladesh dans le district de Khulna. En 1991, on y dénombrait 150 185 habitants.